# Rémy Batteault
Rémy Batteault est un réalisateur, documentariste, scénariste et critique de films français, né à Beaune.

## Biographie
Fils de charcutiers, maison Batteault à Beaune, il est initié par son père au cinéma. Puis à 17 ans, il passe le concours de l’Institut des hautes études cinématographiques mais est recalé.
Il est, par ailleurs, corédacteur en chef de l'e-magazine Regard en coulisse. Sa sœur, Florence Batteault, est maquilleuse au cinéma.

## Filmographie

### Réalisateur
- 1985 : Nuages (court métrage)
- 1989 : Trésor (court métrage)
- 1990 : Diva Blues (court métrage)
- 1990 : Ro-Sette
- 1997 : The Funny Face of Broadway[2]
- 2000 : Les Enfants de Belleville
- 2001 : Charcuterie fine
- 2002 : Le P'tit Raymond
- 2002 : Jacques Bonnaffé, portrait en liberté
- 2003 : Eclair Carmin
- 2003 : 4 rue Monge
- 2007 : Vivre et grandir
- 2007 : Voyage retour
- 2008 : Libres sur l'eau
- 2011 : Super 8... mon amour !
- 2012 : Cohabiter... à mon âge ?
- 2013 : Intégration à l'italienne, les italorrains[3]
- 2014 : Les fantômes du Mont Blanc
- 2015 : Vampyr
- 2017 : De cendre et d'or, une odyssée musicale[4]
- 2019 : Matali Crasset le design ludique et politique[5],[6]
- 2022 : Le Charcutier cinéaste[7],[8],[9]

### Assistant réalisateur
- 1987 : Pétition de Jean-Louis Comolli

## Distinctions
- 1985 : premier prix au festival international de film Super 8 pour Nuages
- 1988 : nomination au César du meilleur court-métrage de fiction pour Pétition de Jean-Louis Comolli.
- 2002 : Charcuterie Fine a été primé lors des Escales Documentaires de La Rochelle

## Liens
- Ressource relative à l'audiovisuel :   - IMDb